# كلوديا كيم
كلوديا كيم (هانغل: 수현)؛ هي عارضة وممثلة كورية جنوبية، ولدت في 25 يناير 1985 بسول في كوريا الجنوبية.

## أعمال

### أفلام
- (2015)  عصر ألترون
- (2017) برج الظلام[5]
- (2018)  جرائم جريندلوالد

### مسلسلات
| عام       | عنوان                       | الدور        | مراجع  |
| --------- | --------------------------- | ------------ | ------ |
| 2006–2007 | ملكة اللعبة                 | بارك جي وون  |        |
| 2010      | الهارب: الخطة ب             | صوفي         |        |
| 2011      | رومانسي تاون                | هوانغ جو وون |        |
| 2011–2012 | براين                       | جانغ يو جين  |        |
| 2012      | إحتياطي                     | كيم سوو هيون |        |
| 2013      | موظف مدني من الدرجة السابعة | كيم مي را    | [ 6 ]  |
| 2014–2016 | ماركو بولو                  | خوتولون      | [ 7 ]  |
| 2016      | الوحش                       | يو سونغ اي   | [ 8 ]  |
| 2021      | الوهم                       | يو جين       | [ 9 ]  |
| 2024      | عائلة استثنائية             | دونغ هي      | [ 10 ] |

### مسلسلات ويب
- مخلوق جيونغسونغ

## وصلات خارجية
- كلوديا كيم على موقع IMDb (الإنجليزية)
- كلوديا كيم على موقع ألو سيني (الفرنسية)
- كلوديا كيم على موقع أول موفي (الإنجليزية)
- كلوديا كيم على موقع قاعدة بيانات الفيلم (الإنجليزية)
- كلوديا كيم على موقع كينوبويسك (الروسية)